# Nigella
Nigella (L., 1753) è un genere di piante appartenente alla famiglia delle Ranunculaceae, originario di Europa centro-meridionale, Nordafrica e Asia centrale.

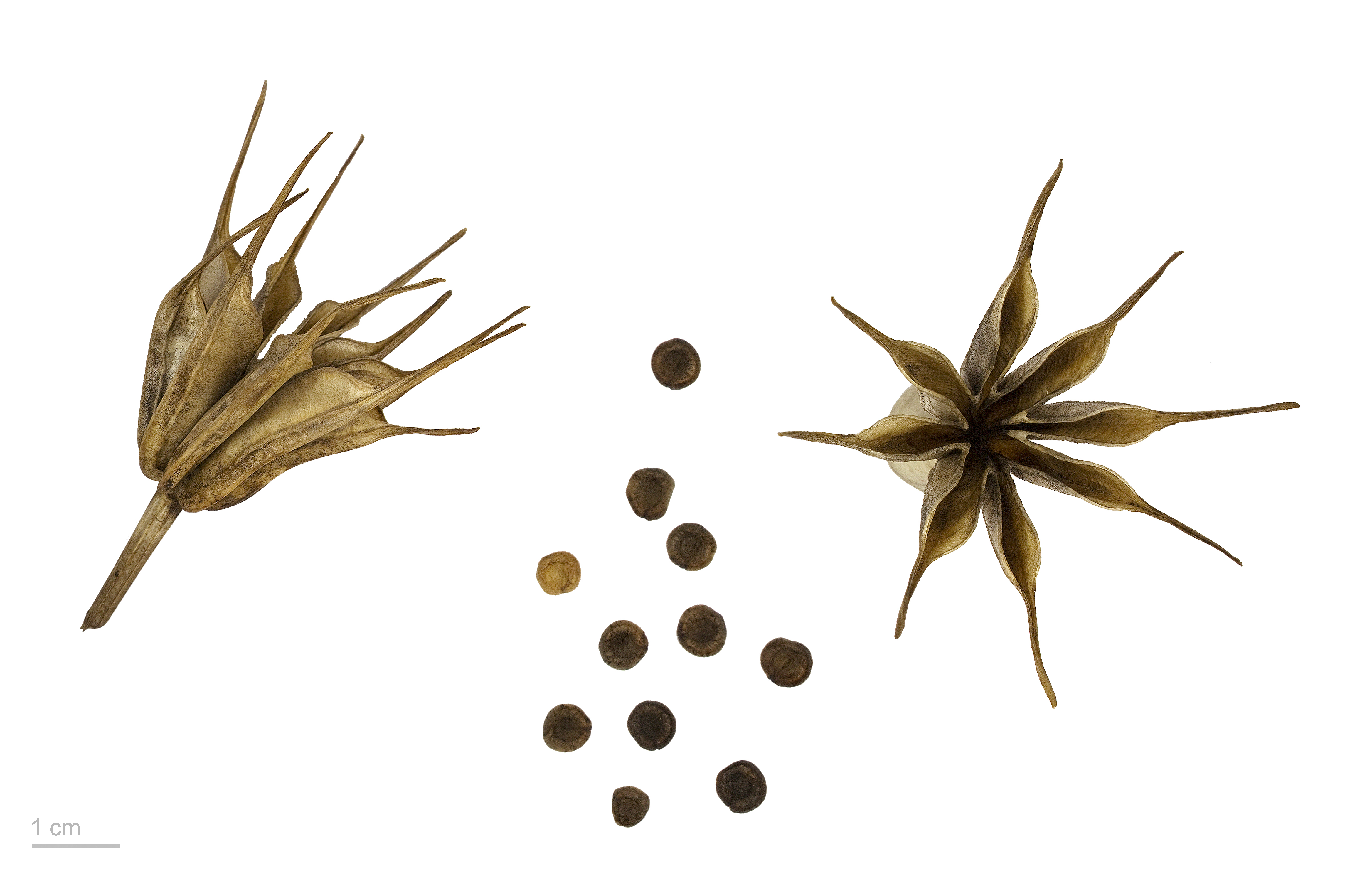
Nigella orientalis

## Descrizione
Fiore circondato da un involucro di foglie bratteiformi ridotte a lacinie lineari, patenti; il frutto è avvolto da brattee laciniate (N. damascena) oppure il fiore non ha involucri di foglie bratteifomi e quindi il frutto è nudo (N. arvensis). Antere mucronate; follicoli saldati tra loro nella metà inferiore e formanti un frutto a piramide rovesciata (N. arvensis)
Oppure antere mutiche; follicoli saldati su 2/3 della lunghezza, formanti un frutto subsferico (N. sativa).

## Tassonomia
Descritto per la prima volta nel 1753 da Linneo nel suo Species Plantarum come composto da sole 5 specie, attualmente all'interno del genere Nigella sono incluse le seguenti 26:
- Nigella arvensis L.
- Nigella bucharica Schipcz.
- Nigella carpatha Strid
- Nigella ciliaris DC.
- Nigella damascena L.
- Nigella degenii Vierh.
- Nigella deserti Boiss.
- Nigella doerfleri Vierh.
- Nigella elata Boiss.
- Nigella fumariifolia Kotschy
- Nigella gallica Jord.
- Nigella hispanica L.
- Nigella icarica Strid
- Nigella integrifolia Regel
- Nigella koyuncui Dönmez & Ugurlu
- Nigella lancifolia Hub.-Mor.
- Nigella nigellastrum (L.) Willk.
- Nigella orientalis L.
- Nigella oxypetala Boiss.
- Nigella papillosa G.López
- Nigella sativa L.
- Nigella segetalis M.Bieb.
- Nigella stellaris Boiss.
- Nigella stricta Strid
- Nigella turcica Dönmez & Mutlu
- Nigella unguicularis (Poir.) Spenn.